# زندگی خصوصی (فیلم ۱۹۶۲)
زندگی خصوصی (فرانسوی: Vie privée‎، ت. «Private Life») یک فیلم سینمایی در ژانر درام محصول ۱۹۶۲ سینمای فرانسه به کارگردانی لویی مال و بازی بریژیت باردو و مارچلو ماسترویانی است.

## داستان فیلم
ژیل هجده ساله با مادر بیوه خود در سوئیس از وجود یک طبقه فوقانی راحت برخوردار است و از فابیو، شوهر دوست خود خوشش می‌آید. او راهی پاریس می‌شود تا مدل و رقصنده شود. به زودی، ژیل توسط یک تهیه‌کننده فیلم کشف می‌شود و به یک ستاره بزرگ فیلم تبدیل می‌شود. فشارها و آزارهای شهرت بر او تأثیر می‌گذارد و او برای بهبودی به سوئیس برمی گردد. ژیل با فابیو که اکنون طلاق گرفته رابطه دارد. مطبوعات همچنان به تعقیب او ادامه می‌دهند و این امر منجر به عوارض بیشتری در زندگی خصوصی وی می‌شود.